# Aviva
Aviva – brytyjska grupa ubezpieczeniowo-finansowa. Spółką-matką grupy jest spółka akcyjna Aviva plc, która jest notowana na London Stock Exchange. Jest największą grupą ubezpieczeniową w Wielkiej Brytanii i jedną ze 100 największych spółek notowanych na londyńskiej giełdzie. Działa w 16 krajach Europy i Azji oraz w Kanadzie i obsługuje 34 mln klientów.
Aviva działa pod obecną nazwą od 2002 roku. Grupa powstała po szeregu fuzji brytyjskich firm ubezpieczeniowych, z których największe to Commercial Union, General Accident, Norwich Union oraz Friends Life. Tradycje firmy na rynku brytyjskim sięgają roku 1696.

## Aviva w Polsce
Aviva działała w Polsce od 1992 roku – do roku 2009 jako Commercial Union. Obsługiwala ponad 3 mln klientów i zarządzała aktywami o wartości ponad 50 mld zł.
Aviva specjalizowała się w indywidualnych ubezpieczeniach na życie rozbudowanych o dodatkowe ubezpieczenia zdrowotne i wypadkowe. Oferowała też fundusz emerytalny, produkty inwestycyjne i emerytalne (m.in. IKZE, IKE), ubezpieczenia majątkowe dla firm i klientów indywidualnych (komunikacyjne, mieszkaniowe, podróżne), grupowe ubezpieczenia na życie i pracownicze programy emerytalne (PPE).
Aviva sprzedawała swoje usługi poprzez sieć agentów ubezpieczeniowych, placówki Aviva Centrum Finansów, przez telefon i internet, poprzez banki, niezależne agencje i brokerów ubezpieczeniowych.
26 marca 2021 grupa Allianz Polska ogłosiła zakup Aviva w Polsce za kwotę 2,5 mld euro. 1 lipca 2022 dokonana została fuzja prawna obu podmiotów i tym samym marka Aviva zniknęła z polskiego rynku ubezpieczeniowego.